# Logos (schip, 1949)
De Logos was het eerste schip van zendingsorganisatie Operatie Mobilisatie.
Het schip werd in 1949 in Helsingør gebouwd onder de naam Umanak met als doel de scheepsverbinding tussen Denemarken en Groenland na de Tweede Wereldoorlog weer te verbeteren. In 1970 werd het schip aangekocht door Operatie Mobilisatie en omgedoopt tot Logos, de Griekse vertaling van woord. In dit geval werd hiermee de Bijbel als het Woord van God bedoeld. Het schip werd in eigendom gegeven van Educational Book Exhibits Ltd. (EBE) en ingericht als varende boekwinkel. De Logos deed in 17 jaar 250 havens aan in 102 landen. Meer dan 7 miljoen mensen bezochten het schip.
Op 4 januari 1988 vertrok de Logos uit de haven van Ushuaia op Vuurland (Argentinië). Enkele uren na het vertrek liep het schip in het Beaglekanaal aan de grond. Er raakte niemand gewond, maar het schip moest als verloren worden beschouwd. Het schip is nooit volledig onder water verdwenen. Het wrak is nog steeds zichtbaar.
Later dat jaar kocht de organisatie het schip Antonio Lazaro en doopte het om tot Logos II.